# Winterborne Stickland
Winterborne Stickland est une paroisse civile et un village du Dorset, en Angleterre.